# Pol Lozano
Pol Lozano Vizuete (Sant Quirze del Vallès, 6 ottobre 1999) è un calciatore spagnolo, centrocampista dell'Espanyol.

## Caratteristiche tecniche
È un mediano.

## Carriera

### Club
Prodotto del settore giovanile dell'Espanyol, ha debuttato in prima squadra il 15 agosto 2018 disputando l'incontro di UEFA Europa League vinto 3-0 contro il Lucerna.

### Nazionale
Ha giocato nelle nazionali giovanili spagnole Under-16, Under-17, Under-19 ed Under-21.

## Palmarès

### Club

#### Competizioni nazionali
- Segunda División: 2

Espanyol: 2020-2021
Granada: 2022-2023